# Masakra w Owie
Masakra w Owie – masowa strzelanina i zamach bombowy na kościół katolicki w Owo w Nigerii, do którego doszło 5 czerwca 2022 roku.

## Wydarzenie
Do brutalnego ataku na kościół katolicki pw. św. Franciszka Ksawerego w Owie, w stanie Ondo, w południowo-zachodniej Nigerii doszło 5 czerwca 2022 roku. Wierni zgromadzili się na mszy świętej z okazji Uroczystości Zesłania Ducha Świętego. Napastnicy weszli do świątyni, otworzyli ogień oraz zdetonowali ładunki wybuchowe ok. godz. 11:30. Podczas przeprowadzonego śledztwa ujawniono, iż niektórzy z napastników wmieszani byli w tłum wiernych, inni strzelali do tłumu z terenu obejścia, uniemożliwiając ucieczkę. Napastnicy uciekli z miejsca masakry samochodem odebranym przypadkowej osobie i skierowali się drogą w stronę Ute.
Według źródeł rządowych w masakrze zginęło co najmniej 40 osób, 60 rannych znalazło się w szpitalach.

## Reakcje
Gubernator Ondo Arakunrin Akeredolu potępił zamach i nakazał tygodniową żałobę na obszarze stanu. Specjalne oświadczenie potępiające masakrę w Owie wydał również prezydent Nigerii Muhammadu Buhari.
Nigeryjski rząd skrytykowała za bierność wobec nasilających się ataków na społeczność chrześcijańską Niny Shea, ekspert ds. praw człowieka i wolności religijnej w Waszyngtonie.
W imieniu papieża Franciszka w specjalnym telegramie zwrócił się z wyrazami współczucia do biskupa Ondo Jude Ayodeji Arogundade sekretarz stanu Stolicy Apostolskiej kard. Pietro Parolin. Wyrazy wsparcia przesłał również przewodniczący Konferencji Episkopatu Włoch, kardynał Matteo Maria Zuppi.